# Плезант Ран Фарм (Охајо)
Плезант Ран Фарм (енгл. Pleasant Run Farm) насељено је место без административног статуса у америчкој савезној држави Охајо.

## Демографија
По попису из 2010. године број становника је 4.654, што је 77 (-1,6%) становника мање него 2000. године.
| Група             | 2000.         | 2010.         |
| Белци             | 3.481 (73,6%) | 2.475 (53,2%) |
| Афроамериканци    | 1.081 (22,8%) | 1.870 (40,2%) |
| Азијати           | 65 (1,4%)     | 25 (0,5%)     |
| Хиспаноамериканци | 32 (0,7%)     | 99 (2,1%)     |
| Укупно            | 4.731         | 4.654         |